# Tyukhtetsky (huyện)
Huyện Tyukhtetsky (tiếng Nga: ? райо́н) là một huyện hành chính tự quản (raion), của Vùng Krasnoyarsk, Nga. Huyện có diện tích 9839 km², dân số thời điểm ngày 1 tháng 1 năm 2000 là 11600 người. Trung tâm của huyện đóng ở Tyukhtet.